# ジョン・レノンの 僕の戦争
『ジョン・レノンの 僕の戦争』（ジョン・レノンの ぼくのせんそう、原題：How I Won the War）は、1967年制作のイギリスのコメディ映画。
第二次世界大戦を背景に戦争を風刺したブラック・コメディ映画。リチャード・レスター監督。邦題に『ジョン・レノンの』とあるが、主演はマイケル・クロフォードである。
日本では劇場未公開で、旧タイトル・テレビ放映時のタイトルは『わたしの戦争』。

## あらすじ
第二次世界大戦開戦まもない1939年、青年グッドボディは軍隊に志願する。直ちに幹部候補生に抜擢された彼は訓練所で徹底的に鍛えられた後、第3歩兵隊の指揮官・中尉として北アフリカ戦線に配属される。
しかし、彼に与えられた任務は、兵士たちのためのクリケット場をわずか3日間で建設せよというものだった。しかも部下は、グリップウィードを筆頭に皆変わり者ばかりで、およそ戦闘集団とは程遠い始末であった。

## キャスト
※括弧内は日本語吹替
- グッドボディ中尉：マイケル・クロフォード（納谷六朗）
- グリップウィード：ジョン・レノン（古川登志夫[1]）
- クラッパー：ロイ・キニア
- トランサム：リー・モンタギュー
- ジュニパー：ジャック・マッゴーラン
- グラップル：マイケル・ホーダーン
- スプール：ロナルド・レイシー
- ドローグ：ジェームズ・コシンズ
- オドルボッグ：カール・ミヒャエル・フォーグラー
- イギリス軍将軍：ロバート・ハーディ
- アメリカ軍将軍：アレクサンダー・ノックス